# EuroChallenge 2013-2014
L'EuroChallenge 2013-2014 è stata l'undicesima edizione del torneo, terzo per importanza nelle competizioni europee di pallacanestro per squadre di club. La Grissin Bon Reggio Emilia ha vinto il trofeo per la prima volta.

## Squadre partecipanti
Alla regular season partecipano 32 squadre.
| Paese (Lega)           | Squadre | Squadra (posizione nel campionato nazionale 2012–13) | Squadra (posizione nel campionato nazionale 2012–13) | Squadra (posizione nel campionato nazionale 2012–13) | Squadra (posizione nel campionato nazionale 2012–13) | Squadra (posizione nel campionato nazionale 2012–13) |
| ---------------------- | ------- | ---------------------------------------------------- | ---------------------------------------------------- | ---------------------------------------------------- | ---------------------------------------------------- | ---------------------------------------------------- |
| Ungheria (NBI/A)       | 4       | Szolnoki Olaj (2)                                    | Atomerőmű (3)                                        | Jászberényi KSE (5)                                  | Körmend (6)                                          |                                                      |
| Paesi Bassi (DBL)      | 3       | ZZ Leiden (1)                                        | SPM Shoeters (3)                                     | GasTerra Flames (4)                                  |                                                      |                                                      |
| Russia (PBL + VTB)     | 3       | Krasnye Kryl'ja Samara (6)                           | Triumf Ljubercy (7)                                  | Ural Ekaterinburg (1) BSL                            |                                                      |                                                      |
| Romania (Divizia A)    | 3       | Mureș (2)                                            | Oradea (3)                                           | Gaz Metan Mediaș (4)                                 |                                                      |                                                      |
| Belgio (BLB)           | 2       | Okapi Aalstar (4)                                    | Antwerp Giants (5)                                   |                                                      |                                                      |                                                      |
| Estonia (KML)          | 2       | Tartu Ülikool/Rock (2)                               | Rakvere Tarvas (3)                                   |                                                      |                                                      |                                                      |
| Francia (LNB)          | 2       | Digione (8)                                          | Cholet (10)                                          |                                                      |                                                      |                                                      |
| Finlandia (Korisliiga) | 2       | KTP Basket (2)                                       | Joensuun Kataja (3)                                  |                                                      |                                                      |                                                      |
| Turchia (TBL)          | 2       | Tofaş Bursa (8)                                      | Royal Halı Gaziantep (9)                             |                                                      |                                                      |                                                      |
| Austria (ÖBB)          | 1       | Zepter Vienna (1)                                    |                                                      |                                                      |                                                      |                                                      |
| Bielorussia (Premier)  | 1       | Cmoki Minsk (1)                                      |                                                      |                                                      |                                                      |                                                      |
| Bulgaria (NBL)         | 1       | Rilski Sportist (3)                                  |                                                      |                                                      |                                                      |                                                      |
| Danimarca (DBL)        | 1       | Bakken Bears (1)                                     |                                                      |                                                      |                                                      |                                                      |
| Italia (Lega A)        | 1       | Grissin Bon Reggio Emilia (6)                        |                                                      |                                                      |                                                      |                                                      |
| Lettonia (LBL)         | 1       | Ventspils (2)                                        |                                                      |                                                      |                                                      |                                                      |
| Slovenia (ABA)         | 1       | Krka Novo Mesto (9)                                  |                                                      |                                                      |                                                      |                                                      |
| Svezia (SBL)           | 1       | Södertälje Kings (1)                                 |                                                      |                                                      |                                                      |                                                      |
| Ucraina (UBL)          | 1       | Kiev (14)                                            |                                                      |                                                      |                                                      |                                                      |

## Sorteggio
Il sorteggio è stato effettuato il 5 luglio a Monaco di Baviera. I club sono stati divisi in due conference in base alla posizione geografica.
Le squadre di ogni conference sono state inserite in quattro gruppi di quattro squadre ciascuno in base ai risultati ottenuti negli ultimi tre anni.
Conference 1
| Urna 1                                        | Urna 2                                                               | Urna 3                                            | Urna 4                                               |
| --------------------------------------------- | -------------------------------------------------------------------- | ------------------------------------------------- | ---------------------------------------------------- |
| Ventspils Antwerp Giants Okapi Aalstar Cholet | Joensuun Kataja Tartu Ülikool/Rock Digione Grissin Bon Reggio Emilia | ZZ Leiden Södertälje SPM Shoeters GasTerra Flames | Rakvere Tarvas Zepter Vienna Bakken Bears KTP Basket |

Conference 2
| Urna 1                                                               | Urna 2                                             | Urna 3                                                         | Urna 4                            |
| -------------------------------------------------------------------- | -------------------------------------------------- | -------------------------------------------------------------- | --------------------------------- |
| Krka Novo Mesto Krasnye Kryl'ja Samara Szolnoki Olaj Triumf Ljubercj | Cmoki Minsk Gaz Metan Mediaș Tofaş Bursa Atomerőmű | Körmend Ural Ekaterinburg Rilski Sportist Royal Halı Gaziantep | Kiev Jászberényi KSE Mureș Oradea |

## Regular season
La stagione regolare è cominciata il 5 novembre e si è conclusa il 17 dicembre 2013.
Le prime due di ogni girone hanno conquistato la qualificazione alla fase successiva. Se le squadre si sono trovate con gli stessi punti alla fine dei gironi sono stati presi in considerazione nell'ordine:
1. Scontri diretti.
2. Differenza punti negli scontri diretti.
3. Differenza punti.
4. Punti segnati.

| Qualificata alla Last 16 |
| Eliminata                |

### Gruppo A
|    | Squadra        | P  | PG | V | P | PF  | PS  | Diff |
| -- | -------------- | -- | -- | - | - | --- | --- | ---- |
| 1. | Antwerp Giants | 10 | 6  | 4 | 2 | 461 | 432 | +29  |
| 2. | Digione        | 10 | 6  | 4 | 2 | 425 | 396 | +29  |
| 3. | SPM Shoeters   | 9  | 6  | 3 | 3 | 433 | 434 | -1   |
| 4. | Rakvere Tarvas | 7  | 6  | 1 | 5 | 389 | 446 | -57  |

|                | DIG   | SPM   | RAK   | ANT   |
| Digione        |       | 83-64 | 80-47 | 68-74 |
| SPM Shoeters   | 66-70 |       | 78-71 | 83-76 |
| Rakvere Tarvas | 64-65 | 57-70 |       | 77-75 |
| Antwerp Giants | 81-59 | 77-72 | 78-73 |       |

### Gruppo B
|    | Squadra                | P  | PG | V | P | PF  | PS  | Diff |
| -- | ---------------------- | -- | -- | - | - | --- | --- | ---- |
| 1. | Royal Halı Gaziantep   | 10 | 6  | 4 | 2 | 456 | 423 | +33  |
| 2. | Krasnye Kryl'ja Samara | 10 | 6  | 4 | 2 | 493 | 447 | +46  |
| 3. | Oradea                 | 9  | 6  | 3 | 3 | 463 | 465 | -2   |
| 4. | Atomerőmű Paks         | 7  | 6  | 1 | 5 | 407 | 484 | -77  |

|                        | ATO   | KRA   | GAZ   | ORA   |
| Atomerőmű              |       | 56-89 | 61-74 | 78-77 |
| Krasnye Kryl'ja Samara | 79-75 |       | 89-96 | 84-75 |
| Royal Halı Gaziantep   | 75-63 | 71-63 |       | 69-74 |
| Oradea                 | 90-74 | 74-89 | 73-71 |       |

### Gruppo C
|    | Squadra            | P  | PG | V | P | PF  | PS  | Diff |
| -- | ------------------ | -- | -- | - | - | --- | --- | ---- |
| 1. | Tartu Ülikool/Rock | 10 | 6  | 4 | 2 | 478 | 408 | +70  |
| 2. | Ventspils          | 10 | 6  | 4 | 2 | 420 | 419 | +1   |
| 3. | Södertälje Kings   | 9  | 6  | 3 | 3 | 441 | 473 | -32  |
| 4. | Zepter Vienna      | 7  | 6  | 1 | 5 | 415 | 454 | -39  |

|                    | TAR   | SÖD   | ZEP   | VEN   |
| Tartu Ülikool/Rock |       | 99-65 | 83-60 | 65-66 |
| Södertälje Kings   | 72-76 |       | 82-73 | 83-80 |
| Zepter Vienna      | 82-74 | 73-76 |       | 71-78 |
| Ventspils          | 63-81 | 72-63 | 61-56 |       |

### Gruppo D
|    | Squadra          | P  | PG | V | P | PF  | PS  | Diff |
| -- | ---------------- | -- | -- | - | - | --- | --- | ---- |
| 1. | Triumf Ljubercy  | 11 | 6  | 5 | 1 | 494 | 409 | +85  |
| 2. | Gaz Metan Mediaș | 10 | 6  | 4 | 2 | 468 | 461 | +7   |
| 3. | Kiev             | 8  | 6  | 2 | 4 | 456 | 478 | -22  |
| 4. | Körmend          | 7  | 6  | 1 | 5 | 451 | 521 | -70  |

|                  | GMM   | TRI   | KÖR    | KIE    |
| Gaz Metan Mediaș |       | 81-84 | 77-72  | 82-69  |
| Triumf Ljubercy  | 94-72 |       | 90-74  | 94-58  |
| Körmend          | 68-73 | 60-70 |        | 103-99 |
| Kiev             | 74-83 | 54-52 | 102-64 |        |

### Gruppo E
|    | Squadra               | P  | PG | V | P | PF  | PS  | Diff |
| -- | --------------------- | -- | -- | - | - | --- | --- | ---- |
| 1. | Grissin Bon R. Emilia | 10 | 6  | 4 | 2 | 453 | 430 | +23  |
| 2. | KTP Kotka             | 9  | 6  | 3 | 3 | 467 | 476 | -9   |
| 3. | Okapi Aalstar         | 9  | 6  | 3 | 3 | 451 | 467 | -16  |
| 4. | GasTerra Flames       | 8  | 6  | 2 | 4 | 446 | 444 | +2   |

|                           | REG   | GAS   | KTP   | OKA   |
| Grissin Bon Reggio Emilia |       | 78-61 | 86-75 | 80-63 |
| GasTerra Flames           | 85-60 |       | 72-76 | 63-70 |
| KTP Kotka                 | 75-71 | 77-83 |       | 74-77 |
| Okapi Aalstar             | 71-78 | 83-82 | 87-90 |       |

### Gruppo F
|    | Squadra           | P  | PG | V | P | PF  | PS  | Diff |
| -- | ----------------- | -- | -- | - | - | --- | --- | ---- |
| 1. | Ural Ekaterinburg | 11 | 6  | 5 | 1 | 482 | 444 | +38  |
| 2. | Krka Novo Mesto   | 10 | 6  | 4 | 2 | 425 | 398 | +27  |
| 3. | Tofaş Bursa       | 9  | 6  | 3 | 3 | 451 | 425 | +26  |
| 4. | Jászberényi KSE   | 6  | 6  | 0 | 6 | 377 | 468 | -91  |

|                   | TOF   | KRK   | URA   | JAS   |
| Tofaş Bursa       |       | 81-72 | 77-82 | 86-72 |
| Krka Novo Mesto   | 71-61 |       | 80-75 | 76-61 |
| Ural Ekaterinburg | 74-70 | 79-68 |       | 88-85 |
| Jászberényi KSE   | 54-76 | 41-58 | 64-84 |       |

### Gruppo G
|    | Squadra        | P  | PG | V | P | PF  | PS  | Diff |
| -- | -------------- | -- | -- | - | - | --- | --- | ---- |
| 1. | Cholet         | 11 | 6  | 5 | 1 | 441 | 397 | +44  |
| 2. | Bakken Bears   | 9  | 6  | 3 | 3 | 443 | 450 | -7   |
| 3. | Kataja Joensuu | 8  | 6  | 2 | 4 | 436 | 444 | -8   |
| 4. | ZZ Leiden      | 8  | 6  | 2 | 4 | 396 | 425 | -29  |

|                | KAT    | ZZL   | BAK   | CHO   |
| Kataja Joensuu |        | 77-63 | 66-68 | 76-70 |
| ZZ Leiden      | 72-58  |       | 61-62 | 67-76 |
| Bakken Bears   | 101-90 | 79-81 |       | 66-68 |
| Cholet         | 70-69  | 74-52 | 84-67 |       |

### Gruppo H
|    | Squadra         | P  | PG | V | P | PF  | PS  | Diff |
| -- | --------------- | -- | -- | - | - | --- | --- | ---- |
| 1. | Cmoki Minsk     | 10 | 6  | 4 | 2 | 479 | 450 | +29  |
| 2. | Szolnoki Olaj   | 10 | 6  | 4 | 2 | 441 | 434 | +7   |
| 3. | Mureș           | 9  | 6  | 3 | 3 | 473 | 471 | +2   |
| 4. | Rilski Sportist | 7  | 6  | 1 | 5 | 445 | 483 | -38  |

|                 | MIN   | SZO   | RIL   | MUR   |
| Cmoki Minsk     |       | 76-68 | 94-75 | 79-83 |
| Szolnoki Olaj   | 69-68 |       | 73-66 | 68-76 |
| Rilski Sportist | 73-78 | 76-78 |       | 70-68 |
| Mureș           | 82-84 | 72-85 | 92-85 |       |

## Last 16
La fase denominata Last 16 è iniziata martedì 14 gennaio e si è conclusa martedì 25 febbraio 2014. Vi hanno preso parte le 16 squadre che hanno superato la Regular Season.
Le 16 formazioni sono state suddivise in 4 raggruppamenti da 4 squadre ciascuno.
Hanno conquistato la qualificazione ai quarti di finale le prime due classificate di ogni girone. Se le squadre si sono trovate con gli stessi punti alla fine dei gironi sono stati presi in considerazione nell'ordine:
1. Scontri diretti.
2. Differenza punti negli scontri diretti.
3. Differenza punti.
4. Punti segnati.

| Qualificata ai quarti di finale |
| Eliminata                       |

### Gruppo I
|    | Squadra                | P  | PG | V | P | PF  | PS  | Diff |
| -- | ---------------------- | -- | -- | - | - | --- | --- | ---- |
| 1. | Tartu Ülikool/Rock     | 11 | 6  | 5 | 1 | 487 | 418 | +69  |
| 2. | Krasnye Kryl'ja Samara | 10 | 6  | 4 | 2 | 467 | 434 | +33  |
| 3. | Antwerp Giants         | 9  | 6  | 3 | 3 | 454 | 461 | -7   |
| 4. | Gaz Metan Mediaș       | 6  | 6  | 0 | 6 | 428 | 523 | -95  |

|                        | ANT   | KRA   | TAR   | GMM   |
| Antwerp Giants         |       | 71-75 | 64-59 | 97-79 |
| Krasnye Kryl'ja Samara | 87-67 |       | 74-75 | 78-60 |
| Tartu Ülikool/Rock     | 82-74 | 84-73 |       | 97-67 |
| Gaz Metan Mediaș       | 79-81 | 77-80 | 66-90 |       |

### Gruppo J
|    | Squadra               | P  | PG | V | P | PF  | PS  | Diff |
| -- | --------------------- | -- | -- | - | - | --- | --- | ---- |
| 1. | Grissin Bon R. Emilia | 10 | 6  | 4 | 2 | 479 | 441 | +38  |
| 2. | Szolnoki Olaj         | 10 | 6  | 4 | 2 | 460 | 442 | +18  |
| 3. | Krka Novo Mesto       | 9  | 6  | 3 | 3 | 447 | 445 | +2   |
| 4. | Cholet                | 7  | 6  | 1 | 5 | 434 | 492 | -58  |

|                       | REG   | KRK   | CHO   | SZO   |
| Grissin Bon R. Emilia |       | 82-71 | 82-65 | 90-68 |
| Krka Novo Mesto       | 66-69 |       | 80-63 | 89-78 |
| Cholet                | 81-78 | 88-93 |       | 70-85 |
| Szolnoki Olaj         | 90-78 | 65-48 | 74-67 |       |

### Gruppo K
|    | Squadra              | P  | PG | V | P | PF  | PS  | Diff |
| -- | -------------------- | -- | -- | - | - | --- | --- | ---- |
| 1. | Royal Halı Gaziantep | 12 | 6  | 6 | 0 | 436 | 376 | +60  |
| 2. | Triumf Ljubercy      | 10 | 6  | 4 | 2 | 424 | 414 | +10  |
| 3. | Ventspils            | 7  | 6  | 1 | 5 | 385 | 427 | -42  |
| 4. | Digione              | 7  | 6  | 1 | 5 | 404 | 432 | -28  |

|                      | DIG   | GAZ   | VEN   | TRI   |
| Digione              |       | 76-82 | 74-72 | 66-68 |
| Royal Halı Gaziantep | 69-60 |       | 72-61 | 64-59 |
| Ventspils            | 69-59 | 46-71 |       | 66-71 |
| Triumf Ljubercy      | 72-69 | 74-78 | 80-71 |       |

### Gruppo L
|    | Squadra           | P  | PG | V | P | PF  | PS  | Diff |
| -- | ----------------- | -- | -- | - | - | --- | --- | ---- |
| 1. | Ural Ekaterinburg | 11 | 6  | 5 | 1 | 487 | 460 | +27  |
| 2. | Cmoki Minsk       | 10 | 6  | 4 | 2 | 537 | 430 | +107 |
| 3. | KTP Kotka         | 8  | 6  | 2 | 4 | 445 | 521 | -76  |
| 4. | Bakken Bears      | 7  | 6  | 1 | 5 | 455 | 513 | -58  |

|                   | KTP    | URA   | BAK   | MIN    |
| KTP Kotka         |        | 75-86 | 82-79 | 64-100 |
| Ural Ekaterinburg | 66-61  |       | 85-71 | 69-65  |
| Bakken Bears      | 86-90  | 92-84 |       | 76-83  |
| Cmoki Minsk       | 104-73 | 96-97 | 89-51 |        |

## Quarti di finale
Le partite si sono disputate l'11, il 13 e il 18 marzo 2014.
| Squadra 1             | Totale | Squadra 2              | Gara 1  | Gara 2   | Gara 3  |
| --------------------- | ------ | ---------------------- | ------- | -------- | ------- |
| Tartu Ülikool/Rock    | 1 – 2  | Szolnoki Olaj          | 87 – 83 | 73 – 80  | 60 – 78 |
| Grissin Bon R. Emilia | 2 – 0  | Krasnye Kryl'ja Samara | 75 – 63 | 73 – 71  |         |
| Royal Halı Gaziantep  | 2 – 0  | Cmoki Minsk            | 59 – 58 | 68 – 67  |         |
| Ural Ekaterinburg     | 0 – 2  | Triumf Ljubercy        | 72 – 80 | 67 - 110 |         |

## Final Four
La Final Four si è svolta dal 25 al 27 aprile 2014 al PalaDozza di Bologna ed ha visto il trionfo della Pallacanestro Reggiana, che ha così conquistato il suo primo alloro internazionale.
|  | Semifinali            | Semifinali            | Semifinali            |                       |                 | Finale               | Finale               | Finale          |  |
|  |                       |                       |                       |                       |                 |                      |                      |                 |  |
|  | Szolnoki Olaj         | Szolnoki Olaj         | 59                    |                       |                 |                      |                      |                 |  |
|  | Szolnoki Olaj         | Szolnoki Olaj         | 59                    |                       |                 |                      |                      |                 |  |
|  | Triumf Ljubercy       | Triumf Ljubercy       | 61                    |                       |                 |                      |                      |                 |  |
|  | Triumf Ljubercy       | Triumf Ljubercy       | 61                    |                       | Triumf Ljubercy | Triumf Ljubercy      | 65                   |                 |  |
|  |                       |                       |                       |                       | Triumf Ljubercy | Triumf Ljubercy      | 65                   |                 |  |
|  |                       |                       | Grissin Bon R. Emilia | Grissin Bon R. Emilia | 79              |                      |                      |                 |  |
|  | Grissin Bon R. Emilia | Grissin Bon R. Emilia | Grissin Bon R. Emilia | Grissin Bon R. Emilia | 79              | 66                   |                      |                 |  |
|  | Grissin Bon R. Emilia | Grissin Bon R. Emilia |                       |                       |                 | 66                   |                      |                 |  |
|  | Royal Halı Gaziantep  | Royal Halı Gaziantep  | 55                    |                       |                 | Finale 3º posto      | Finale 3º posto      | Finale 3º posto |  |
|  | Royal Halı Gaziantep  | Royal Halı Gaziantep  | 55                    |                       |                 |                      |                      |                 |  |
|  |                       |                       |                       |                       |                 |                      |                      |                 |  |
|  |                       |                       |                       |                       |                 | Szolnoki Olaj        | Szolnoki Olaj        | 75              |  |
|  |                       |                       |                       |                       |                 | Szolnoki Olaj        | Szolnoki Olaj        | 75              |  |
|  |                       |                       |                       |                       |                 | Royal Halı Gaziantep | Royal Halı Gaziantep | 87              |  |

### Semifinali
| Arbitri: | Ademir Zurapović Nebojša Kovačević Ciprian Stoica |

|                  |          |           |
| Holiday 16       | Punti    | 18 Landry |
| Simon, Vojvoda 2 | Assist   | 3 Kulagin |
| Milošević 11     | Rimbalzi | 8 Kulagin |

| Arbitri: | José Martín Paulo Marques Sébastien Clivaz |

|                        |          |                 |
| Siliņš 14              | Punti    | 14 Borovnjak    |
| Kaukėnas, Cinciarini 6 | Assist   | 2 tre giocatori |
| Cinciarini 12          | Rimbalzi | 10 Stević       |

### Finale 3º/4º posto
| Arbitri: | Ademir Zurapović Paulo Marques Anastasios Manos |

|          |          |                      |
| Báder 17 | Punti    | 16 Lorbek, Borovnjak |
| Simon 5  | Assist   | 4 Ermiş, Bremer      |
| Báder 8  | Rimbalzi | 8 Stević             |

### Finalissima
| Arbitri: | José Martín Nebojša Kovačević Ciprian Stoica |

|            |          |              |
| Higgins 21 | Punti    | 17 White     |
| Valiev 3   | Assist   | 7 Cinciarini |
| Valiev 7   | Rimbalzi | 5 Cervi      |

| EuroChallenge 2013-2014          |
| -------------------------------- |
| Pallacanestro Reggiana 1º titolo |

## Squadra vincitrice
| N° | Naz.                   | Ruolo | Sportivo             |      | Alt. |  |
| -- | ---------------------- | ----- | -------------------- | ---- | ---- |  |
| 4  | Stati Uniti (bandiera) | GA    | James White          | 1982 | 201  |  |
| 5  | Italia (bandiera)      | P     | Ariel Filloy         | 1987 | 190  |  |
| 6  | Italia (bandiera)      | AC    | Angelo Gigli         | 1983 | 209  |  |
| 7  | Italia (bandiera)      | A     | Giovanni Pini        | 1992 | 200  |  |
| 8  | Svizzera (bandiera)    | C     | Greg Brunner         | 1983 | 203  |  |
| 9  | Italia (bandiera)      | AP    | Michele Antonutti    | 1986 | 203  |  |
| 10 | Stati Uniti (bandiera) | G     | Troy Bell            | 1980 | 186  |  |
| 11 | Italia (bandiera)      | G     | Matteo Frassineti    | 1987 | 195  |  |
| 13 | Lituania (bandiera)    | G     | Rimantas Kaukėnas    | 1977 | 194  |  |
| 14 | Italia (bandiera)      | C     | Riccardo Cervi       | 1991 | 213  |  |
| 15 | Lettonia (bandiera)    | A     | Ojārs Siliņš         | 1993 | 204  |  |
| 20 | Italia (bandiera)      | P     | Andrea Cinciarini    | 1986 | 193  |  |
|    | Italia (bandiera)      | All.  | Massimiliano Menetti |      |      |  |